# فاكس سلسلة الحواسيب
VAX هو اختصار لـ Virtual Address Extension وهو عبارة عن سلسلة من الحواسيب التي تتميز بهندسة مجموعة تعليمات 32 بت (ISA) وذاكرة افتراضية تم تطويرها وبيعها من قبل شركة Digital Equipment Corporation (DEC) في أواخر القرن العشرين.
كان جهاز VAX-11/780، الذي تم تقديمه في 25 أكتوبر 1977، أول جهاز في مجموعة من الحواسيب الشائعة والمؤثرة التي تطبق VAX ISA. حققت عائلة VAX نجاحًا كبيرًا بالنسبةِ لشركة DEC، حِيثُ ظَهرت آخر عضو لها في أوائل التسعينات. وقد تم استبدال VAX بجهاز DEC Alpha ، والذي تضمن العديد من الميزات الموجودة في أجهزة VAX لتسهيل الانتقال منها VAX.
تم تصميم VAX كخليفة للحاسوب PDP-11 ذي 16 بت ، والذي يُعد واحدًا من أنجح الحواسيب الصغيرة في التاريخ، حيث بيع منه حوالي 600000 وحدة. وقد صُمم النظام ليقدم توافقًا رجعيًا مع PDP-11 مع توسيع الذاكرة إلى تنفيذ كامل بقدرة 32 بت وإضافة ذاكرة افتراضية تعتمد على الطلب . يشير اسم VAX إلى مفهوم توسيع العنوان الافتراضي الذي يسمح للبرامج بالاستفادة من هذه الذاكرة المتاحة حديثًا، مع الاستمرار في التوافق مع كود PDP-11 غير المعدل لوضع المستخدم. وقد تم اختيار الاسم "VAX-11"، المستخدم في النماذج المبكرة، لتسليط الضوء على هذه القدرة. يعتبر VAX ISA تصميمًا لمجموعة تعليمات معقدة من أجهزة الكمبيوتر (CISC).
تخلّت شركة DEC بسرعة عن العلامة التجارية −11 لأن توافق PDP-11 لم يعد يشكّل أهمية كبيرة. توسعت السلسلة لتشمل الحواسيب المركزية عالية الأداء مثل VAX 9000 بالإضافة إلى أنظمة محطات العمل مثل سلسلة VAXstation . في النهاية، احتوت عائلة VAX على عشرة تصميمات مميزة وأكثر من 100 نموذج فردي في المجموع. كانت جميعها متوافقة مع بعضها البعض وتعمل عادةً بنظام التشغيل VAX/VMS .
يُنظر إلى VAX على أنها التجسيد المثالي لتصميم تعليمات الحواسيب المعقدة (CISC)،  نظرًا لعدد كبير جدًا من أوضاع العنونة الملائمة لمبرمجي لغة التجميع وتعليمات الآلة، وهندسة مجموعة التعليمات المتعامدة للغاية، والتعليمات الخاصة بالعمليات المعقدة مثل إدراج أو حذف قائمة الانتظار ، وتنسيق الأرقام، وتقييم متعدد الحدود . 

## اسم

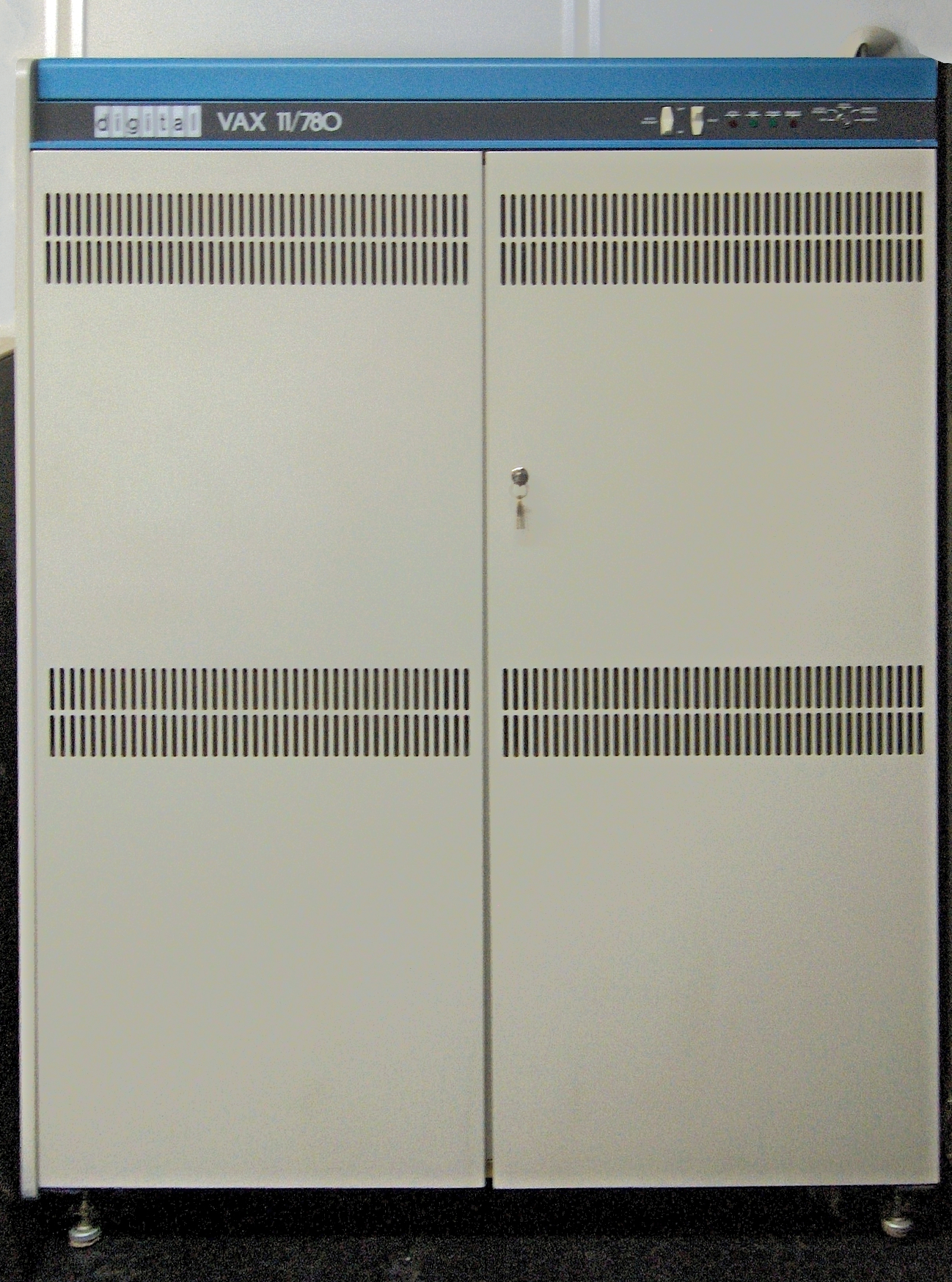
فاكس-11/780

اسم "VAX" نشأ كاختصار لتمديد العنوان الافتراضي ، وذلك لأن VAX كانت تُعتبر امتدادًا بمعمارية 32 بت لجهاز PDP-11 الأقدم ذي الـ 16 بت، ولأنه كانت (بعد Prime Computer ) من أوائل المتبنين للذاكرة الافتراضية لإدارة مساحة العنوان الأكبر هذه.
الإصدارات المُبكرة من معالج VAX تنفذ "وضع التوافق" الذي يحاكي العديد من تعليمات PDP-11، مما أعطاها الرقم 11 في VAX-11 لتسليط الضوء على هذا التوافق. الإصدارات اللاحقة نقلت وضع التوافق وبعض التعليمات CISC قليلة الاستخدام إلى المحاكاة في برنامج نظام التشغيل.

## مجموعة التعليمات
تم تصميم مجموعة تعليمات VAX لتكون قوية ومتعامدة .  وعند طرحها، كانت العديد من البرامج تُكتب بلغة التجميع، لذا كان من المهم أن تكون مجموعة التعليمات "صديقة للمبرمج".   ومع مرور الوقت، ومع ازدياد استخدام لغات البرمجة عالية المستوى في كتابة البرامج، أصبحت مجموعة التعليمات أقل وضوحًا، ولم يعد يهتم بها كثيرًا سوى مطوري المترجمات.
أحد الجوانب غير المألوفة في مجموعة تعليمات VAX هو وجود أقنعة السجلات  في بداية كل برنامج فرعي. وهي أنماط بَّتات عشوائية تُستخدم لتحديد أي السجلات يجب حفظها عند انتقال التحكم إلى البرنامج الفرعي. في معظم البنى المعمارية، يتولى المُترجم توليد تعليمات لحفظ البيانات اللازمة، غالبًا باستخدام مكدس الاستدعاء للتخزين المؤقت. في جهاز VAX، مع 16 سجلاً، قد يتطلب الأمر 16 تعليمة لحفظ البيانات و16 تعليمة أخرى لاستعادتها. باستخدام القناع، تقوم قيمة واحدة مكونة من 16 بت بتنفيذ نفس العمليات داخليًا في الأجهزة، مما يوفر الوقت والذاكرة. 
نظرًا لأن أقنعة التسجيلات تُعد شكلًا من أشكال البيانات المضمّنة داخل الشيفرة التنفيذية، فإنها قد تجعل تحليل الشيفرة الآلية بشكل خطي أمرًا صعبًا. وهذا قد يعقّد تقنيات التحسين التي تُطبَّق على الشيفرة الآلية. 

## أنظمة التشغيل

"VAX/VMS" المنمق المستخدم بواسطة Digital

نظام التشغيل الأصلي لمظومة VAX هو VAX/VMS من شركة Digital (وقد أُعيدت تسميته إلى OpenVMS في عام 1991 أو أوائل عام 1992 عندما تم نقله إلى معمارية Alpha ، وتعديله ليتوافق مع معايير POSIX ، واعتماده كمتوافق مع XPG4 من قبل اتحاد X/Open ).  تم تصميم بنية VAX ونظام التشغيل VMS "بشكل متزامن " للاستفادة القصوى من بعضهما البعض، كما كان الحال مع التنفيذ الأولي لمنشأة VAXcluster .
خلال ثمانينيات القرن العشرين، طُوّر مشرف افتراضي لهندسة VAX يسمى VMM (Virtual Machine Monitor)، والمعروف باسم VAX Security Kernel ، في Digital بهدف السماح بتشغيل عدة نسخ معزولة من نظامي التشغيل VMS وULTRIX على نفس الجهاز.  كان الهدف من VMM هو تحقيق التوافق الامتثال لمعيار TCSEC من مستوى A1. وحلول أواخر الثمانينيات، كان البرنامج يعمل على أجهزة سلسلة VAX 8000 ، لكنه أُلغي قبل أن يُطرح للعملاء.
شملت أنظمة تشغيل الأخرى لمنصة VAX عددًا من الإصدارات مختلفة من Berkeley Software Distribution (BSD) UNIX حتى الأصدار 4.3BSD ، بالإضافة إلى Ultrix -32، و VAXELN ، و Xinu .
في السنوات الأخيرة، قدم نظامًا NetBSD  و OpenBSD  دعمًا لموديلات مختلفة من VAX كما تنم تنفيذ بعض الأعمال على لنقل نظام Linux إلى بنية VAX. 
وقد أنهى نظام OpenBSD دعمه لهذه الهندسة المعمارية في سبتمبر 2016. 

## التاريخ

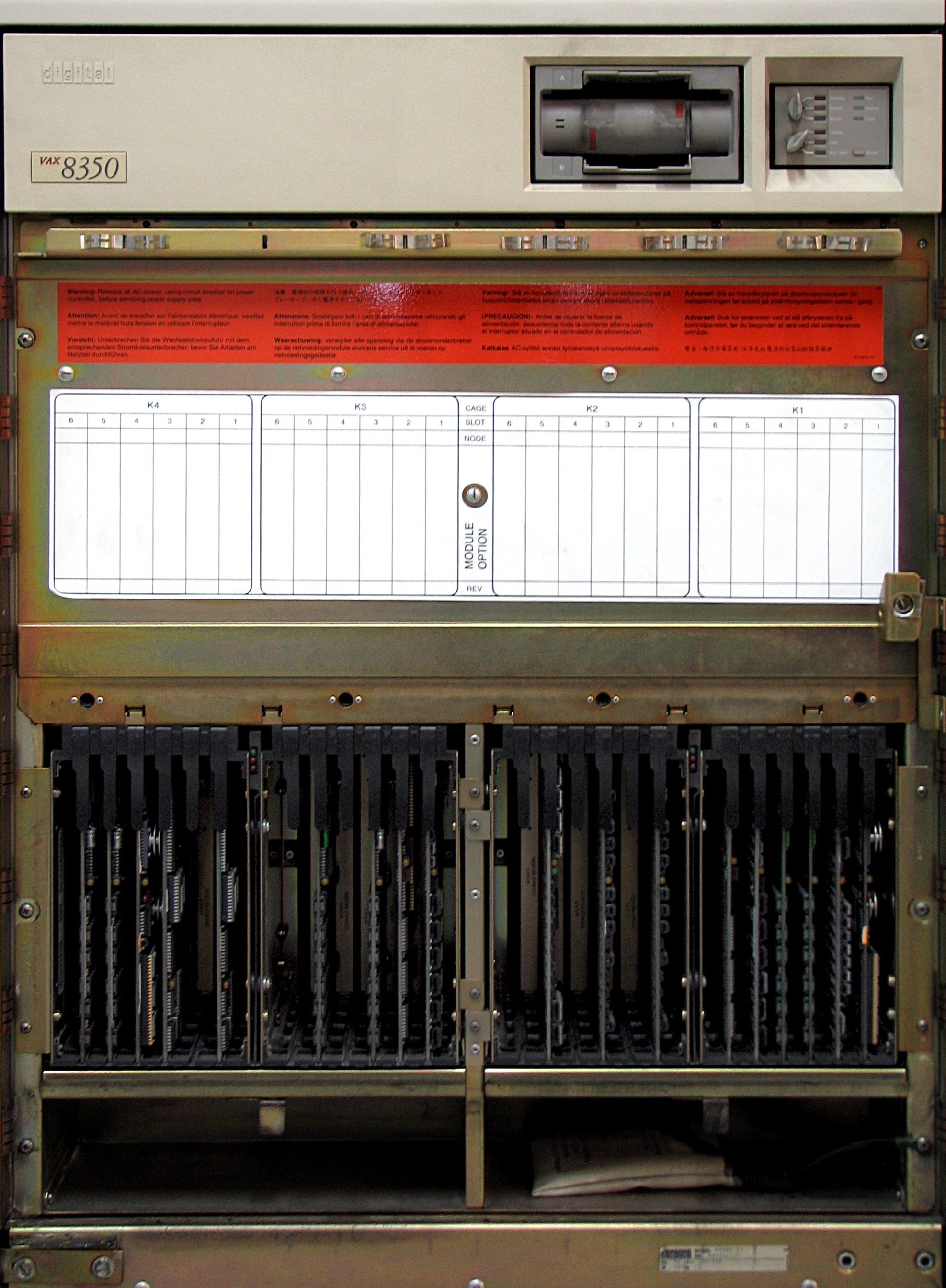
منظر أمامي لجهاز VAX 8350 بعد إزالة الغطاء

أول نموذج من سلسلة VAX تم بيعه كان VAX-11/780 ، والذي طُرح في 25 أكتوبر عام 1977، خلال الاجتماع السنوي للمساهمين في شركة Digital Equipment Corporation.  كان بيل ستريكر، طالب الدكتوراه لدى سي جوردون بيل في جامعة كارنيجي ميلون ، هو المسؤول عن الهندسة المعمارية.  بعد ذلك، تم تطوير العديد من النماذج المختلفة بأسعار و أداء وسعات متنوعة. وقد حظيت أجهزة الكمبيوتر العملاقة VAX بشعبية كبيرة في أوائل ثمانينيات القرن العشرين.
لفترة من الوقت، استُخدام VAX-11/780 كمعيار في اختبارات أداء وحدة المعالجة المركزية . وقد وُصف في البداية بأنه حاسوب بسرعة كبيرة يعمل بمعدل MIPS واحد، لأن أداؤه كان مكافئًا لحاسوب IBM System/360 الذي يعمل بسرعة MIPS واحد، وكانت تطبيقات System/360 تُعد في السابق معايرًا فعليًا للأداء.
لكن في الواقع، كان العدد التعليمات التي تُنفّذ في الثانية الواحدة حوالي 500 ألف تعليمة فقط، مما أدى إلى شكاوى تتعلق بالمبالغة التسويقية.
والنتيجة لذلك، تم اعتماد وحدة قياس جديدة تُعرف بـ "VAX MIPS"، وهي سرعة الحاسوب VAX-11/780 تحديدًا؛ فمثلًا، كان الحاسوب يعمل بسرعة 27 VAX MIPS، فإن البرنامج سيُنفَّد عليه بسرعة تعادل تقريبًا 27 ضعف سرعة التنفيذ على VAX-11/780.
داخل مجتمع Digital، كان المصطلح الأكثر شيوعًا هو VUP ( VAX Unit of Performance ) ، وذلك لأن وحدة MIPS لا تُعد مقياسًا دقيقًا عند المقارنة بين معماريات مختلفة.
كما استُخدام مصطلح مجموعة VUPs بشكل غير رسمي لوصف الأداء الإجمالي لمجموعة VAX .
(ولا يزال أداء VAX-11/780 يُستخدم حتى اليوم كنقطة مرجعية أساسية في اختبار أداء BRL-CAD Benchmark، وهي جزء من حزمة BRL-CAD لنمذجة الأجسام الصلبة.)
احتوى جهاز أداء VAX-11/780 على حاسوب صغير تابع من نوع LSI-11،وكان مخصصًا لتحميل التعليمات الصغرية، وعمليات الإقلاع ،و الاختبارات التشخيصية للجهاز الرئيسي.
وقد تم الاستغناء عن هذا الحاسوب التابع في النماذج اللاحقة من VAX.
وبفضل هذه البينة، كان من الممكن للمستخدمين المبتكرين لجهاز VAX-11/780 تشغيل ثلاثة أنظمة تشغيل مختلفة من شركة Digital Equipment Corporation: VMS على معالج VAX (من محركات الأقراص الصلبة)، وRSX-11S أو RT-11 على LSI-11 (من قرص مرن أحادي الكثافة بمحرك واحد).
مرّت سلسلة VAX بالعديد من مراحل التطوير المختلفة.
فقد تم تنفيذ النموذج الأصلي VAX 11/780 باستخدام دوائر TTL وكان يملأ خزانة بحجم أربعة أقدام في خمسة أقدام ويحتوي على وحدة معالجة مركزية واحدة فقط.
وخلال ثمانينيات القرن العشرين، استُمر في تحسين الطرف الأعلى من السلسلة عبر استخدام مكونات منفصلة أسرع فأسرع، وهي سلسلة تطور انتهت بطرح VAX 9000 في أكتوبر عام 1989.
لكن هذا التصميم تبيّن أنه معقّد ومكلف للغاية، فتم التخلي عنه بعد وقت قصير من طرحه في السوق .
ومن بين التطبيقات المعالجات المركزية التي استُخدمت فيها شرائح مصفوفة بوابة منطقية مقترنة بالباعث (ECL) أو شرائح مصفوفة الخلايا الكبيرة أجهزة VAX 8600 و8800 الصغيرة للغاية وأخيرًا أجهزة VAX 9000 من فئة الحواسيب المركزية . تتضمن تنفيذات وحدة المعالجة المركزية التي تتكون من شرائح MOSFET مخصصة متعددة أجهزة الفئة 8100 و8200. تم بناء أجهزة VAX 11-730 و725 منخفضة التكلفة باستخدام مكونات شريحة البت AMD Am2901 لوحدة الحساب والمنطق.
شكّل MicroVAX I نقطة تحول كبيرة ضمن عائلة VAX.
فعند تصميمه، لم تكن التكنولوجيا قد وصلت بعد إلى إمكانية تنفيذ البنية الكاملة لـ VAX على شريحة VLSI واحدة (أو حتى على عدد قليل من شرائح VLSI كما حدث لاحقًا مع معالج V-11 في الأجهزة VAX 8200/8300).
وبدلاً من ذلك، كان MicroVAX I أول تطبيق ضمن سلسلة VAX يتم فيه نقل بعض التعليمات المعقدة (مثل التعليمات الخاصة بالأعداد العشرية المعبأة و التعليمات المرتبطة بها ) إلى برمجيات محاكاة.
وقد أدى هذا التقسيم إلى تقليص كبير في كمية التعليمات البرمجية الدقيقة المطلوبة، وهو ما أصبح يُعرف باسم بنية "MicroVAX".
في جهاز MicroVAX I، تم تنفيذ وحدة الحساب والمنطق والسجلات على شريحة واحدة من نوع بوابة مصفوفةبينما تم تنفيذ عناصر التحكم في الجهاز باستخدام منطق تقليدي.
وَصَلَ أول تنفيذ كامل VLSI ( المعالج الدقيق ) لهندسة MicroVAX مع وحدة المعالجة المركزية 78032 (أو DC333) ووحدة FPU 78132 (DC335) في جهاز MicroVAX II .
كانت 78032 أول معالج دقيق يحتوي على وحدة إدارة ذاكرة مدمجة 
كان جهاز MicroVAX II مبنيًا على لوحة معالجة واحدة بحجم رباعي تحمل شرائح المعالج ،ويعمل بنظامي التشغيل MicroVMS أو Ultrix -32.
تميّز الجهاز بوجود 1 ميجا بايت من الذاكرة المدمجة، وواجهة ناقل Q22 مع عمليات نقل DMA . تم استبدال MicroVAX II بالعديد من نماذج MicroVAX الأخرى ذات الأداء والذاكرة المحسّنة بشكل كبير.
تبع ظهور معالجات VAX المصنّعة بتقنية VLSI(الدوائر المتكاملة واسعة النطاق) نماذج لاحقة مثل: V-11 و CVAX و CVAX SOC ("نظام على شريحة"، رقاقة واحدة CVAX) و Rigel و Mariah و NVAX .
لقد سمحت معالجات VAX الدقيقة بامتداد نطاق الهندسة المعمارية إلى محطات العمل منخفضة التكلفة، ولاحقًا حلّت محل النماذج المتقدمة من VAX.
وقد كان من الفريد في صناعة الحواسيب في ذلك الوقت أن يتوفر هذا التنوع الكبير من المنصات (من الحاسوب المركزي إلى محطة العمل) باستخدام بنية واحدة.
تم نقش رسومات متنوعة على شريحة المعالج الدقيق CVAX. و منها عبارة CVAX... "عندما تهتم بما يكفي لسرقة الأفضل" كان محفورًا باللغة الروسية المكسورة كلعبة على شعار شركة Hallmark Cards ، والمقصود به أن يكون رسالة إلى المهندسين السوفييت الذين كانوا معروفين بسرقة أجهزة كمبيوتر DEC للتطبيقات العسكرية والهندسة العكسية لتصميم شرائحهم.  
بحلول أواخر الثمانينيات، أصبحت معالجات VAX الدقيقة قوية بما يكفي لتنافس التصاميم المكونة من مكونات منفصلة، مما أدى هذا إلى التخلي عن سلسلة 8000 و9000 واستبدالها بنماذج VAX 6000 التي تعمل بتقنية Rigel، وفي وقت لاحق بأنظمة VAX 7000 التي تعمل بتقنية NVAX.
في عروض شركة DEC من المنتجات، تم لاحقًا استبدال بنية VAX بتقنية RISC (الحوسبة ذات مجموعة التعليمات المختزلة) .
ففي عام 1989، قدمت شركة DEC مجموعة من محطات العمل والخوادم التي كانت تعمل بنظام Ultrix ، DECstation و DECsystem على التوالي، واستخدامت معالجات من شركة MIPS Computer Systems . وفي عام 1992، قدمت شركة DEC مجموعة تعليمات RISC خاصة بها، Alpha AXP (تمت إعادة تسميتها لاحقًا إلى Alpha)، إلى جانب معالج دقيق مبني على Alpha، DECchip 21064 ، وهو تصميم عالي الأداء 64 بت قادر على تشغيل OpenVMS.
في أغسطس 2000، أعلنت شركة كومباك أن الطرازات المتبقية من VAX سيتم إيقاف إنتاجها بحلول نهاية العام،  ولكن الأنظمة القديمة ما زالت تُستخدم على نطاق واسع حتى اليوم.  ما زال بإمكان المستخدمين الوصول إلى محاكيات VAX البرمجية مثل: Stromasys CHARON-VAX و SIMH متاحة. تم تطوير VMS الآن بواسطة VMS Software Incorporated، وإن كان ذلك فقط لمنصات Alpha و HPE Integrity و x86-64 .

## هندسة المعالج

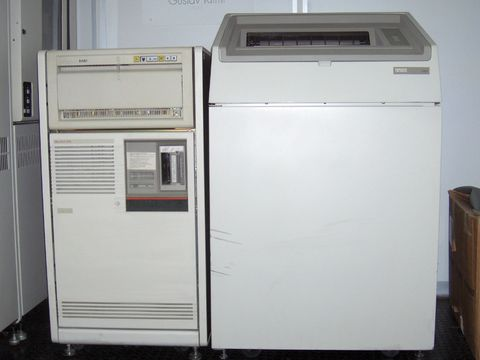
جهاز MicroVAX 3600 (يسار) مع الطابعة (يمين)

### خريطة الذاكرة الافتراضية
تنقسم الذاكرة الافتراضية في نظام VAX إلى أربعة أقسام. يَبلُغ حجم كل قسم منهما غيغابايت واحد (أي ما يعادل 2 30 بايت، في سياق العنونة):
| قسم | نطاق العنوان            |
| --- | ----------------------- |
| P0  | 0x00000000 – 0x3fffffff |
| ص1  | 0x40000000 – 0x7fffffff |
| س0  | 0x80000000 – 0xbfffffff |
| س1  | 0xc0000000 – 0xffffffff |

بالنسبة لنظام VMS، فقد استُخدام القسم P0 لمساحة العمليات الخاصة بالمستخدم، وP1 لمكدس العمليات، وS0 لنظام التشغيل، أما القسم S1 فقد كان محجوزًا.

### أوضاع الامتياز
يحتوي VAX على أربع أنماط امتياز تم تنفيذها بواسطة الأجهزة:
| لا. | وضع    | استخدام VMS       | ملحوظات           |
| --- | ------ | ----------------- | ----------------- |
| 0   | النواة | نواة نظام التشغيل | أعلى مستوى امتياز |
| 1   | تنفيذي | نظام الملفات      |                   |
| 2   | مشرف   | شل (DCL)          |                   |
| 3   | مستخدم | البرامج العادية   | أدنى مستوى امتياز |

### حالة المعالج كلمة طويلة
تحتوي الكلمة الطويلة لحالة العملية على 32 بت:
| سم | تي بي | محمد بن زايد | فد | يكون | كمود  | ب مود | محمد بن زايد | الدوري الهندي الممتاز | محمد بن زايد | العنف المنزلي | فو | الرابع | ت | ن | ز | الخامس | ج |
| -- | ----- | ------------ | -- | ---- | ----- | ----- | ------------ | --------------------- | ------------ | ------------- | -- | ------ | - | - | - | ------ | - |
| 31 | 30    | 29:28        | 27 | 26   | 25:24 | 23:22 | 21           | 20:16                 | 15:8         | 7             | 6  | 5      | 4 | 3 | 2 | 1      | 0 |

| أجزاء | معنى                                        | أجزاء | معنى                                     |
| ----- | ------------------------------------------- | ----- | ---------------------------------------- |
| 31    | وضع التوافق PDP-11                          | 15:8  | MBZ (يجب أن يكون صفرًا)                   |
| 30    | التتبع معلق                                 | 7     | تمكين مصيدة تجاوز العدد العشري           |
| 29:28 | MBZ (يجب أن يكون صفرًا)                      | 6     | تمكين مصيدة التدفق السفلي للنقطة العائمة |
| 27    | تم الانتهاء من الجزء الأول (تعليمات متقطعة) | 5     | تمكين مصيدة تجاوز عدد صحيح               |
| 26    | كومة المقاطعة                               | 4     | يتعقب                                    |
| 25:24 | وضع الامتياز الحالي                         | 3     | سلبي                                     |
| 23:22 | وضع الامتياز السابق                         | 2     | صفر                                      |
| 21    | MBZ (يجب أن يكون صفرًا)                      | 1     | فيضان                                    |
| 20:16 | IPL (مستوى أولوية المقاطعة)                 | 0     | يحمل                                     |

## الأنظمة القائمة على VAX

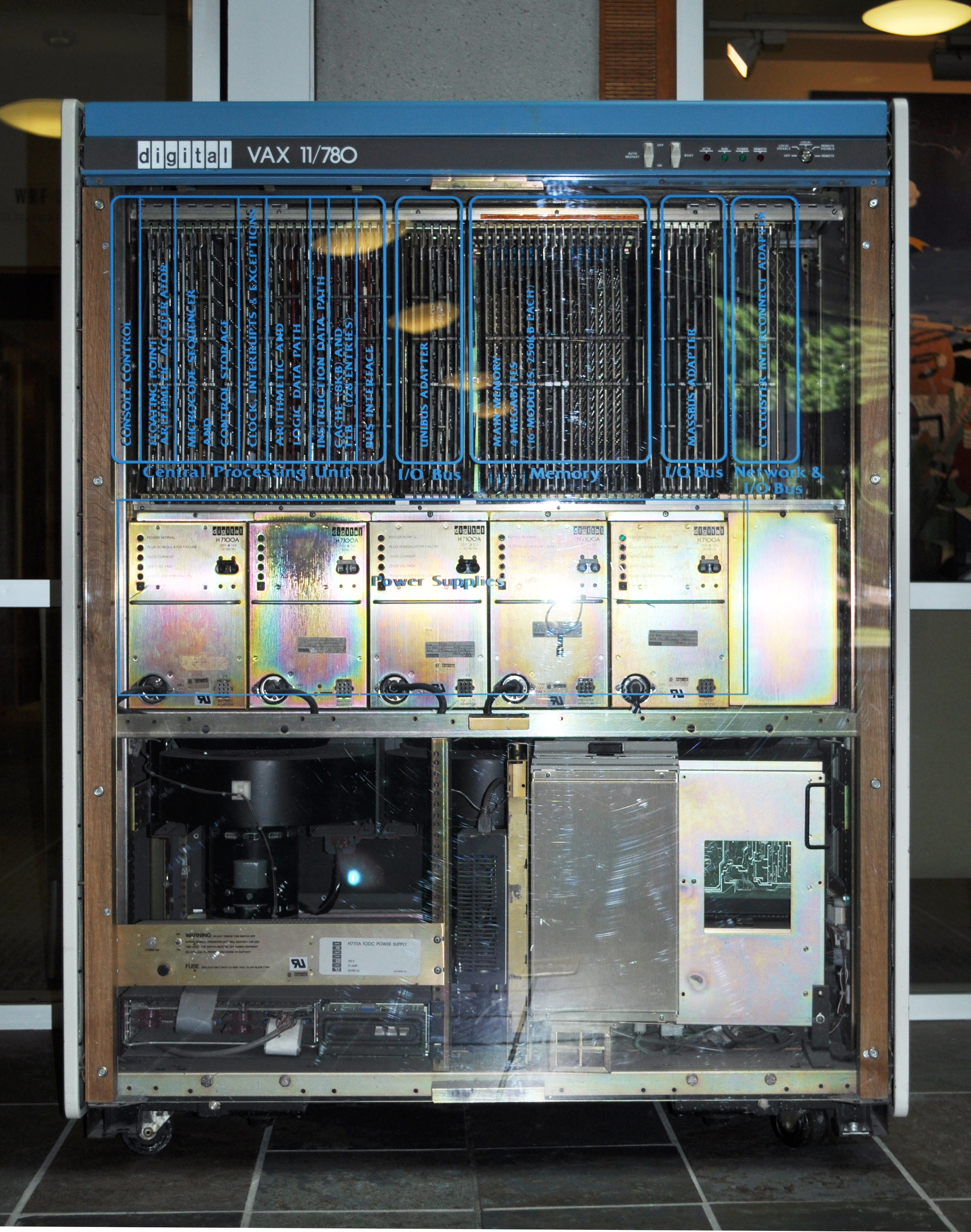
SPEC-1 VAX، وهو جهاز VAX 11/780 يستخدم في الاختبارات المعيارية ، ويُظهر المكونات الداخلية

كان أول نظام يستند إلىVAX هو VAX-11/780 ، وهو أحد أفراد عائلة VAX-11 . بُدل جهاز VAX 8600 عالي الجودة بجهاز VAX-11/780 وذلك في أكتوبر 1984، وانضمت إليه أجهزة الكمبيوتر الصغيرة MicroVAX ومحطات العمل VAXstation في منتصف الثمانينيات. تم استبدال MicroVAX لاحقًا بـ VAX 4000 ، في حين استُبدال VAX 8000 بـ VAX 6000 في أواخر الثمانينيات، كما تم تقديم نظام VAX 9000 من فئة الحواسيب المركزية.
في أوائل تسعينيات، تم طرح نظام VAXft المقاوم للأعطال ، إلى جانب VAX 7000/10000 المتوافقة مع Alpha . تم بيع نُسخ مختلفة من الأنظمة المستندة إلى VAX باسم VAXserver .

### سيماكس
طورت شركة System Industries قدرةً على منح أكثر من وحدة معالجة مركزية DEC، ولكن ليس في نفس الوقت، إمكانية الوصول للكتابة إلى قرص مشترك. قاموا بتنفيذ تحسين يسمى SIMACS (الوصول المتزامن للآلة)،   والذي سمح لوحدة تحكم القرص الخاصة بهم بتعيين علامة الإشارة للتحكم في الوصول إلى القرص، مما أتاح إجراء عمليات كتابة متعددة على نفس الملفات؛ حيث يتم مشاركة القرص بين عدة أنظمة DEC. كما كانت تقنية SIMACS موجود أيضًا في أنظمة PDP-11 RSTS .

### الأنظمة الملغاة
تضمنت الأنظمة التي تم إلغاؤها جهاز BVAX ، وهو جهاز VAX متقدم يعتمد على تقنية المنطق الموصّل بالمُشعّ (ECL)، بالإضافة إلى نموذجي VAX آخرين يعتمدان على نفس التقنية هما ECL: Argonaut و Raven .  تم إلغاء مشروع Raven في عام 1990.  كما تم إلغاء جهاز VAX آخر يدعى Gemini ، والذي كان بمثابة خطة بديلة في حال فشل جهاز Scorpio المُعتمد على تقنية LSI. ولم يتم شحنه أبدًا.

### الاستنساخ
تم إنتاج عدد من النسخ VAX المقلدة، سواء بتصريح رسمي أو بدون إذن. من الأمثلة على ذلك:
- أنتجت شركة Systime Computers Ltd في المملكة المتحدة نسخًا طبق الأصل من نماذج VAX المبكرة مثل Systime 8750 (المكافئ لـ VAX 11/750). [26]
- أنتجت شركة Norden Systems سلسلة MIL VAX المتينة والمتوافقة مع المواصفات العسكرية. [8]
- أنتج المعهد المركزي المجري لأبحاث الفيزياء (KFKI) سلسلة من النسخ المقلدة من نماذج VAX المبكرة، وهي TPA-11/540 و560 و580. [27]
- SM 52/12 [28] من تشيكوسلوفاكيا ، تم تطويره في VUVT Žilina ( سلوفاكيا حاليًا) وتم إنتاجه منذ عام 1986 في ZVT Banská Bystrica ( سلوفاكيا حاليًا).
- روبوترون ك من ألمانيا الشرقية VEB<span typeof="mw:Entity" id="mwAls">&nbsp;</span>1840 (SM 1710) هو استنساخ لـ VAX-11/780 و Robotron K 1820 (SM 1720) هو نسخة من MicroVAX II.
- SM-1700 هو استنساخ سوفيتي لـ VAX-11/730، وكان SM-1702 استنساخًا لـ MicroVAX II وكان SM-1705 استنساخًا لـ VAX-11/785. [29] قامت هذه الأنظمة بتشغيل مجموعة متنوعة من أنظمة التشغيل المنسوخة - DEMOS (بناءً على BSD Unix)، أو MOS VP (بناءً على VAX/VMS)، أو MOS VP RV (بناءً على VAXELN). [30]
- يُعد جهاز NCI-2780 Super-mini، والذي يُباع أيضًا باسم Taiji-2780، نسخة طبق الأصل من جهاز VAX-11/780 الذي طورته مؤسسة شمال الصين لتكنولوجيا الحوسبة في بكين. [31] [32]

## قراءة إضافية
- Coy, Peter (6 Jan 2021). "Who Remembers the VAX Minicomputer, Icon of the 1980s?" (بالإنجليزية). بلومبيرغ نيوز. Archived from the original on 2024-08-10. Retrieved 2021-01-09.

## الروابط الخارجية
- HP: VAX Systems على موقع واي باك مشين (نسخة محفوظة December 7, 2004)
- DEC Microprocessors
- SimH VAX Open source emulator that supports VAX architecture
- The complete Digital Technical Journals

قالب:Digital Equipment Corporationقالب:DEC hardware